# Casper Holm
Casper Holm (født 4. juni 1960 i København) er en dansk guitarist, musikproducer og sangskriver i Before, Vertical Smile, Pale Imitation of Love og senest i Hinsidan og dansk/iransk duo Holm-Stielow. Han er lydtekniker fra Hookfarm Studios og senere leder af den historiske undergrundsklub Barbue.

## Diskografi
- 1980-1984, BEFORE  Singles:   'Unexpected Emotions' 1981  'Sister Culture' 1983  Albums: 'A Wish of Life' 1982   'Nosferatu' (SAMPLER) 1982   'A Wish of Life + singles and live recordings' CD rerelease 2003  'A Wish of Life' Vinyl rerelease 2016
- 1988-1992, VERTICAL SMILE (BEDSIDE BIBLE)  Albums:  'Secrets' 1990  'There's Sometning Rocking in The State of Denmark' 1991
- 1993-1995, PALE IMITATION OF LOVE  Albums:  'Craving' 1993  'Happy as slowly on top of you' 1994  Shelter: Danish Radios inevitable (P3's uundgåelige)
- 2001, WORLD FOR SALE
- 2005-2008, HINSIDAN,   'We're Sick Ov Your Violence' 12" 2003  'God Is In The Details' 2X album 2005   and 'Nightshift' 10" 2008
- 2014 - 2017,  HOLM  STIELOW  Albums:   To Feed on Others/Demon Repellent 'She Said' 2016  B-O-D-I-E-S 'Your Body is My Body' 2016
- 2016 - 2017, SOLO PROJECT  Independant releases:  'Wild Life', 'twofourtwo', 'AsilE'